# 天劍二型飛彈
天劍二型（Sky Sword II或Tien Chien II）空對空飛彈是主動雷達導引的中程飛彈，由中華民國中山科學研究院在美國協助下為經國號戰機（F-CK-1）所研發生產的裝備，簡稱劍二。
1999年此飛彈進入空軍服役，為經國號戰機主力防空武器。天劍二型最大速度為4馬赫、空射有效射程60公里，採中途慣性導引，終端主動雷達導引。這也是中華民國第一次生產雷達導引空對空飛彈。

## 研發歷史
1983年經國號戰機設計計畫展開的時候，搭配的空對空系統方面在天劍計畫（原先稱為天翔計畫）下同步進行，計畫負責人是楊景槱博士。
這是中華民國第一次參與空對空飛彈的設計與製造的工作，而且同時進行短程與中程飛彈的計畫，難度相當的高。但是在此次研發直接跳到當時最先進的主動雷達導引型態，有關這方面的技術細節幾乎沒有任何經過官方證實的資料。目前外界推測整個研發計畫透過美國方面給予很大的支援，但都還有待日後的證實。
目前普遍認為主動尋標雷達的技術是由美國提供早先競標先進中程空對空飛彈（AMRAAM）計畫失敗的摩托羅拉公司方案，並協助轉移相關技術和零組件。也因為沒有任何官方資料說明這一段研發歷史，因此早期有不少資料或文章由開發時間點推測天劍二型是半主動雷達導引。
在研發過程當中，美國的AIM-7麻雀飛彈也成為經國號戰機掛載的飛彈需求之一，所以天劍二型的氣動力外型設計上也以麻雀飛彈為基準，這也是早期國外媒體或者是出版品多半認為天劍二型飛彈是半主動雷達導引。雖然到了研發後期，麻雀飛彈已經不再是必備的系統，整個外型規劃並未因此變動。為了降低輕型戰鬥機攜帶中程空對空飛彈後對空氣動力構型出現干擾問題，F-CK-1戰機在機腹中線設計了半埋式掛架將兩枚飛彈縱列掛載，是先前基本型F-CK-1戰機的標準掛載型態。日後展出的模型當中曾經展示在機翼內側的掛架上各攜帶一枚天劍二型飛彈，然而在基本型的F-CK-1戰機上，只是計畫而並未付諸實現。
在改良型的F-CK-1戰機上（F-CK-1 C/D & F-CK-1 MLU），已升級具有在機翼內側的掛架上滑軌發射天劍二型飛彈能力，藉此增加F-CK-1戰機可以掛載的中程空對空飛彈數量，此項功能也可供反輻射型的天劍二型飛彈使用。
如前所述，因為技術細節未曾公開，研發計劃如何進行與是否順暢外界從未真正知曉；而第一架裝備雷達的F-CK-1原型機10002因試飛損失也影響到了天劍二型測試進度，所以在1994年第一批F-CK-1先導量產型撥交服役時，天劍二型並未一同成軍。飛彈的全系統測試驗證要到1996年才獲空軍核定通過，並進入量產階段。當時中華民國是繼美國、蘇聯與法國之後，全世界第四個裝備主動雷達導引中程空對空主動飛彈能力的國家。
不過，除了表定的生產外，不能不提的一點是天劍二型測試末期的時間點正好是第三次台灣海峽危機，在F-104戰機出勤率幾乎被消耗殆盡、F-5E/F難以對解放軍採購的蘇-27造成戰力威脅的當下，中科院曾在軍方以緊急戰備需求的名義下生產少量的預量產型劍二飛彈搭配先導量產型經國號戰機進行戰備。這批飛彈的出廠時間點便早於1996年正式量產。

## 生產與服役
天劍二型飛彈第一次公開是在1994年的漢光11號演習上，當時並且由F-CK-1戰機試射飛彈擊落靶機。中華民國國防部在1997年宣布將要量產的時候，對於數量的說法是可以配備兩個聯隊，也就是130架F-CK-1戰機使用；以一架戰機可攜帶2枚飛彈的設計，國軍理論上至少有生產了260枚以上的天劍二型飛彈；但是自由時報在2004年披露監察院調查中科院內部狀況時，也順道揭露天劍二型第一批次產量只有210枚，連替經國號機隊補滿都做不到。由於空軍第一批次採購數量未達既定戰備標準，為了解決F-CK-1經國號戰機天劍二型飛彈戰備量不足的問題，中華民國空軍在21世紀初向中科院補充新的天劍二型飛彈，訂購時間與數量不明，空軍於2010年1月底對外公開新接收的首批天劍二型新彈因應春節戰備。
2025年天劍二C型編列100億元並納入特別預算中，計畫生產107枚。。

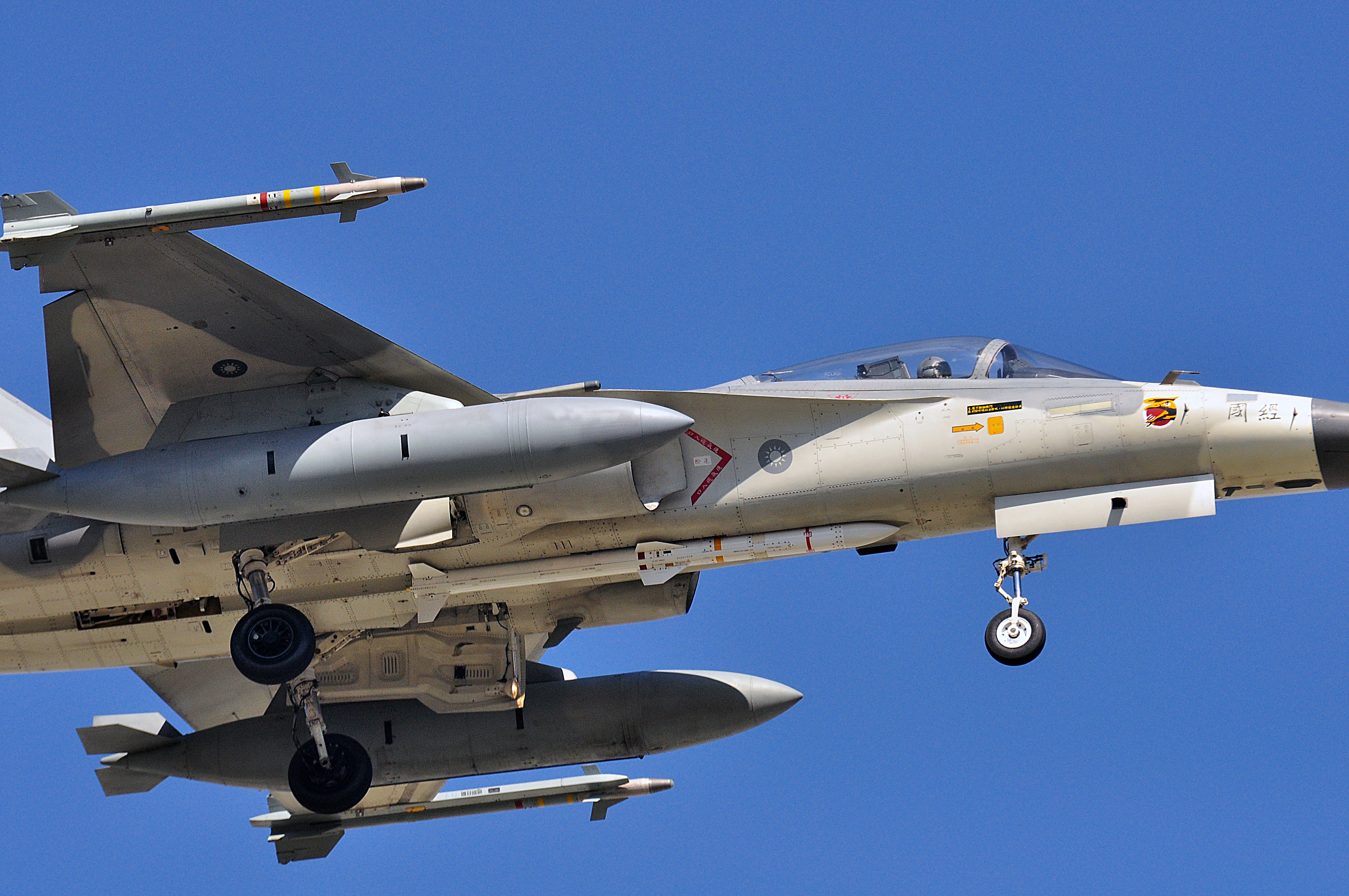
一架F-CK-1A戰機的機腹攜掛一枚天劍二型飛彈
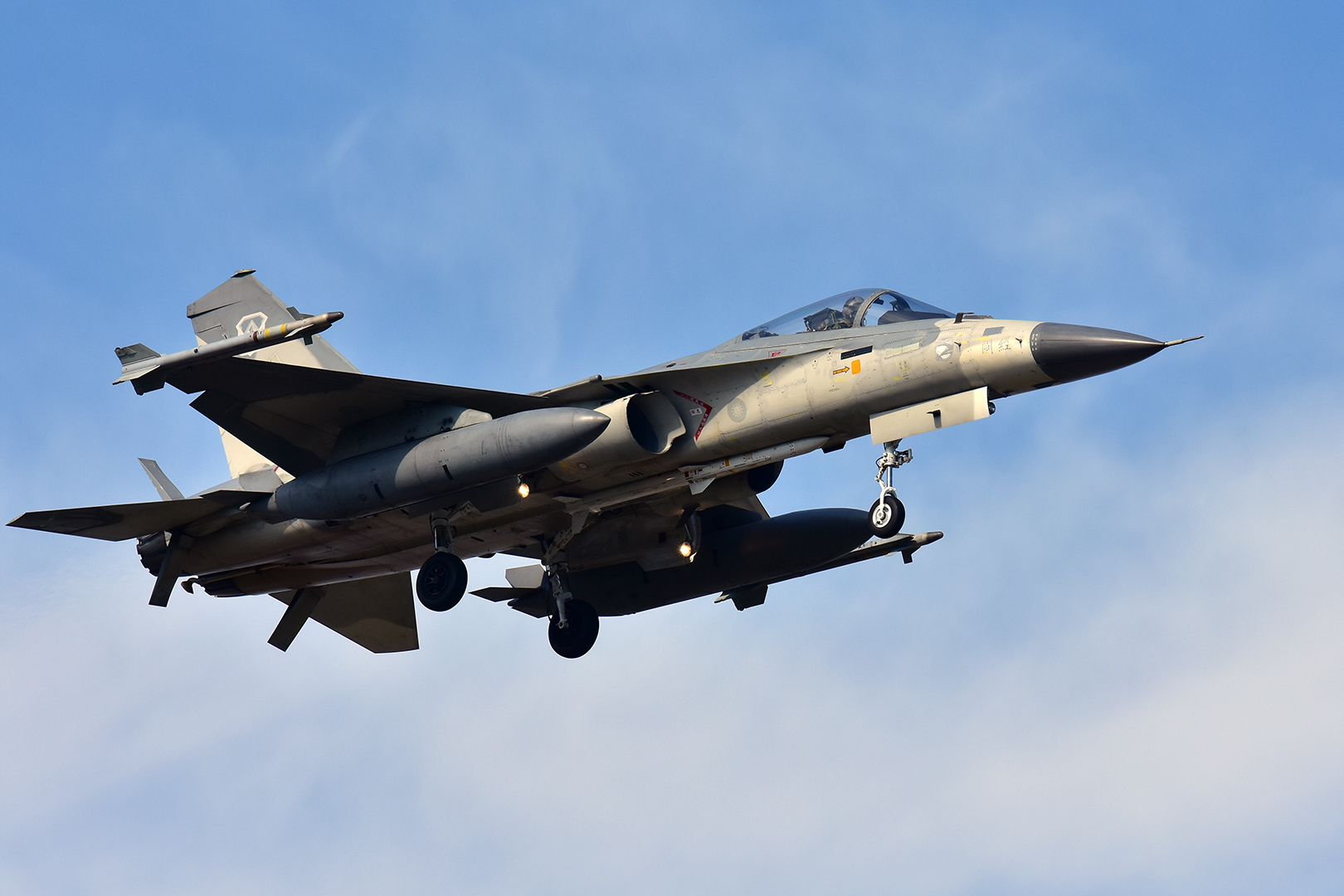
一架F-CK-1MLU戰機的機腹攜掛一枚天劍二型飛彈
F-CK-1戰機的機腹可攜掛兩枚天劍二型飛彈

## 其他衍生型
除了空載之外，目前公開的衍生發展包括艦射型和陸用版以及空載反輻射飛彈的研發。。

### 陸射型
中科院代號：TC-2L

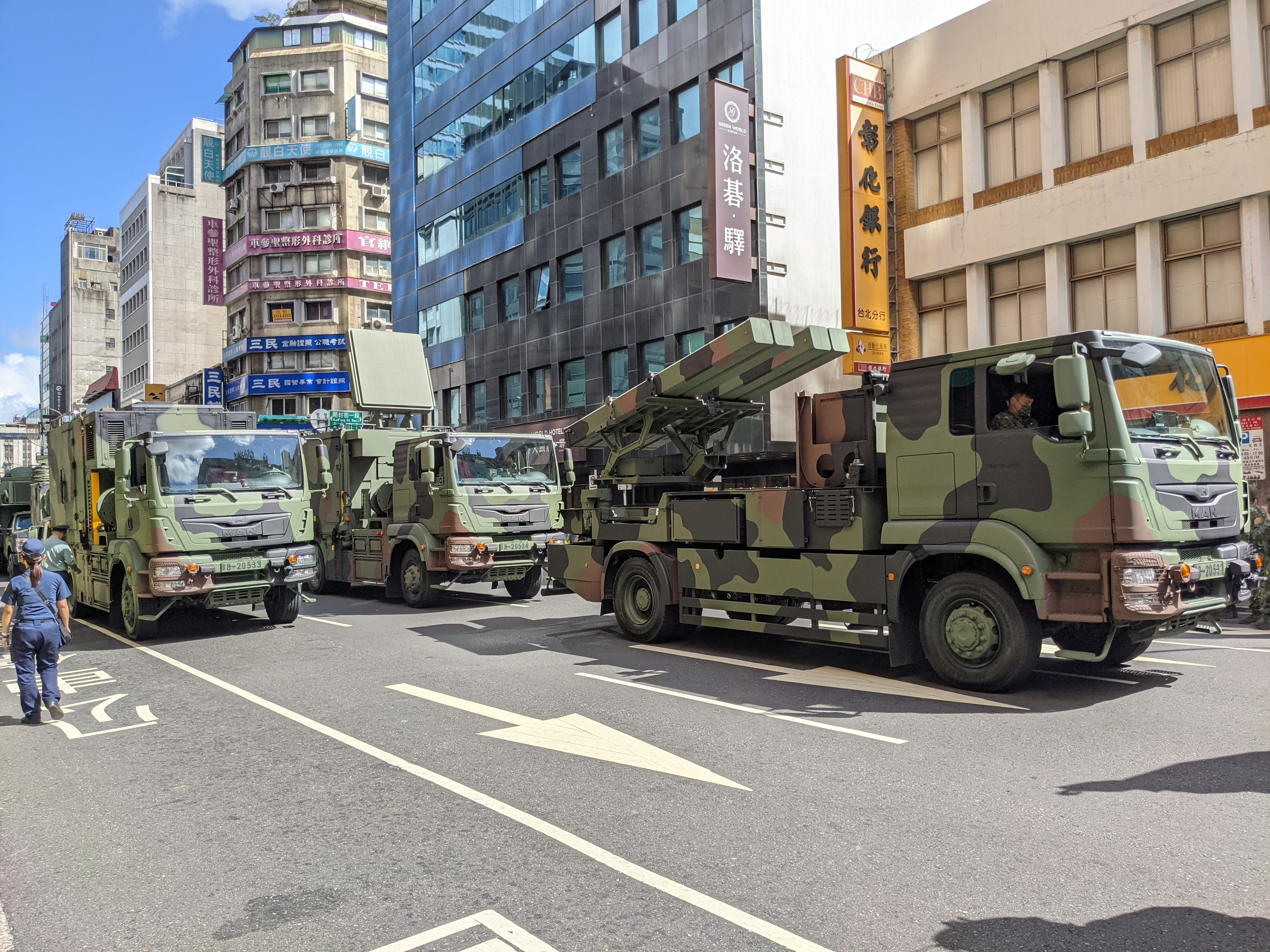
2021年國防展演活動中展出的陸劍二型野戰防空飛彈系統，包含發射車(前)、雷達車(右後)與指揮車(左後)

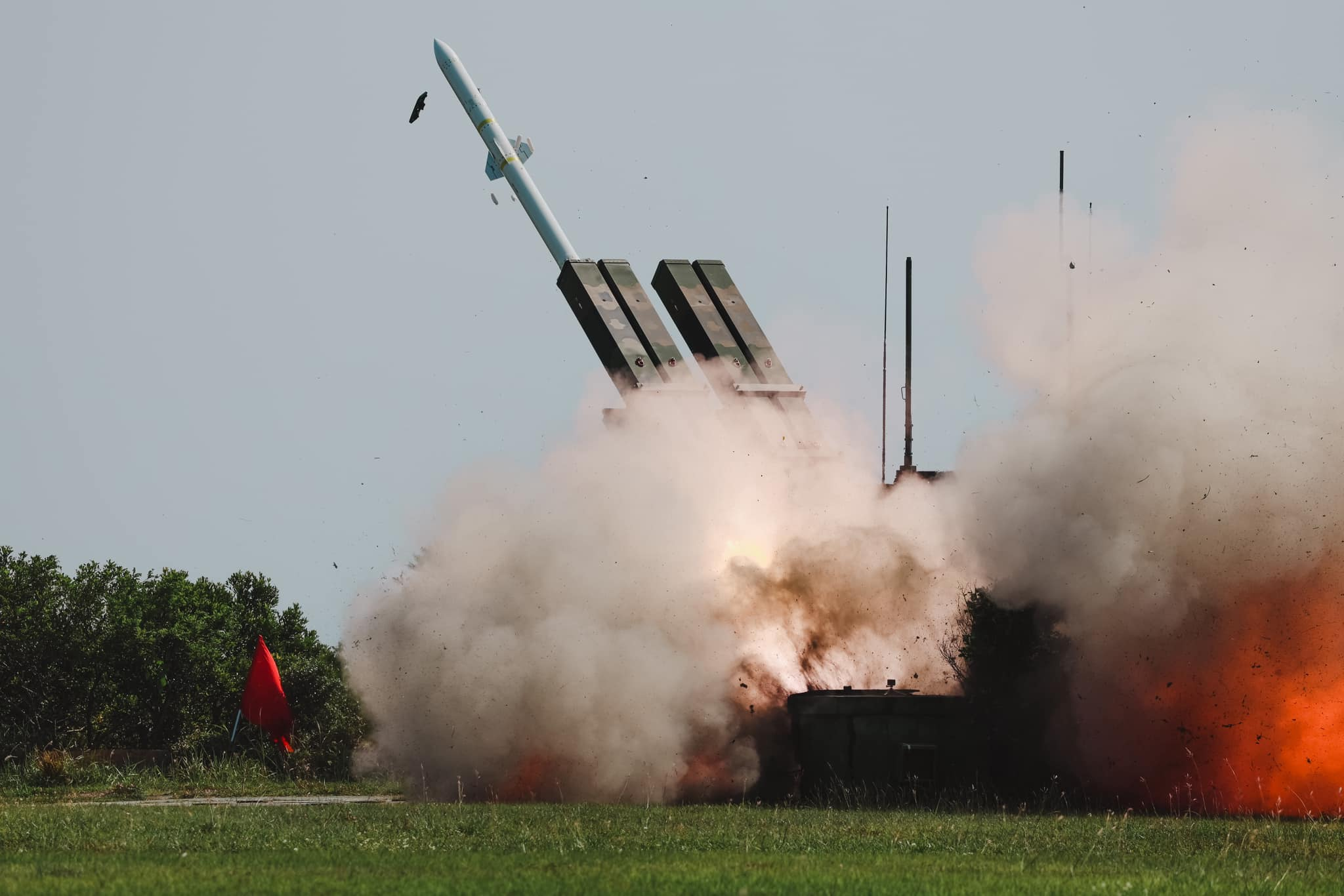
2024年精準飛彈射擊訓練中陸劍二的實彈射擊

陸劍二的研發計畫被命名為「勁弩專案」，目標是發展結合雷達、陸射型劍二與自製40公釐快砲的短程防空系統。

### 艦射型
中科院代號：TC-2N

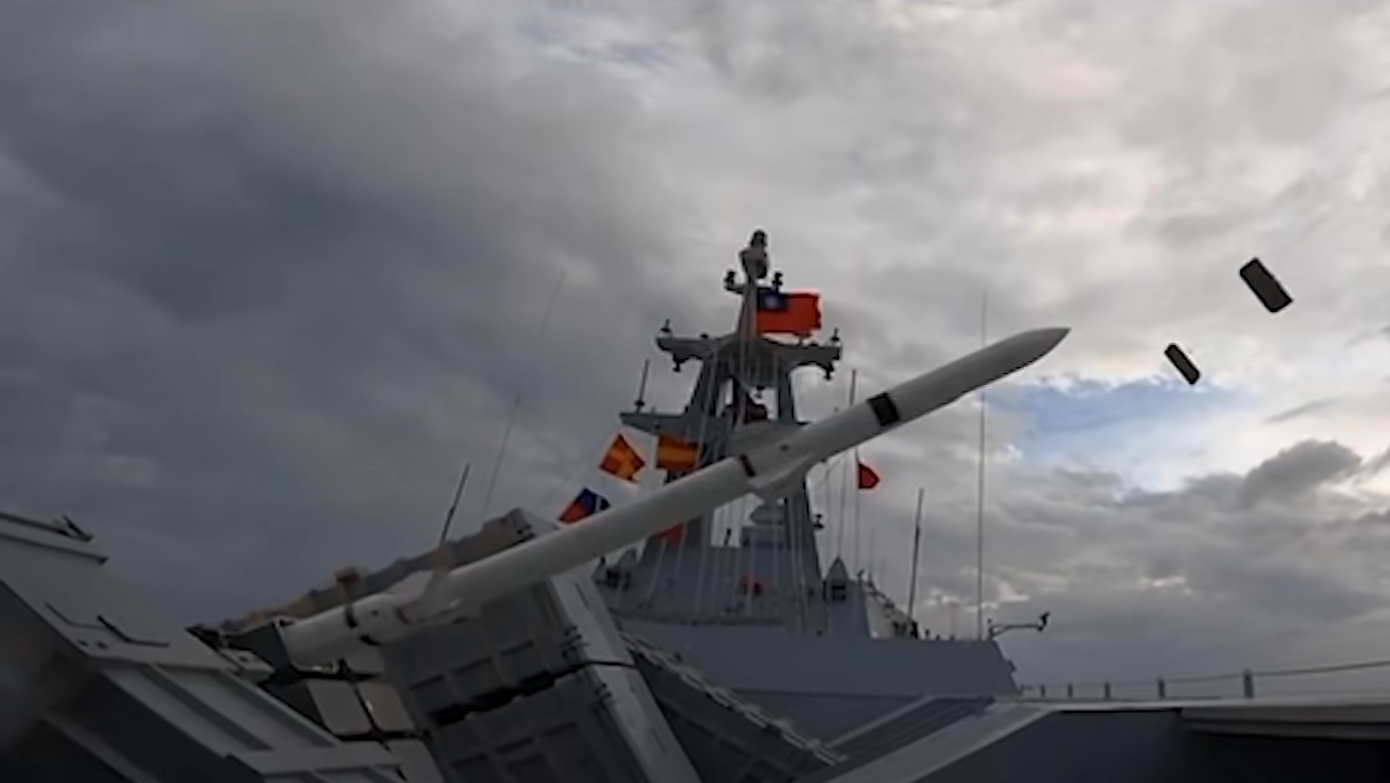
由海軍塔江軍艦(PGG-619)發射的海劍二型防空飛彈

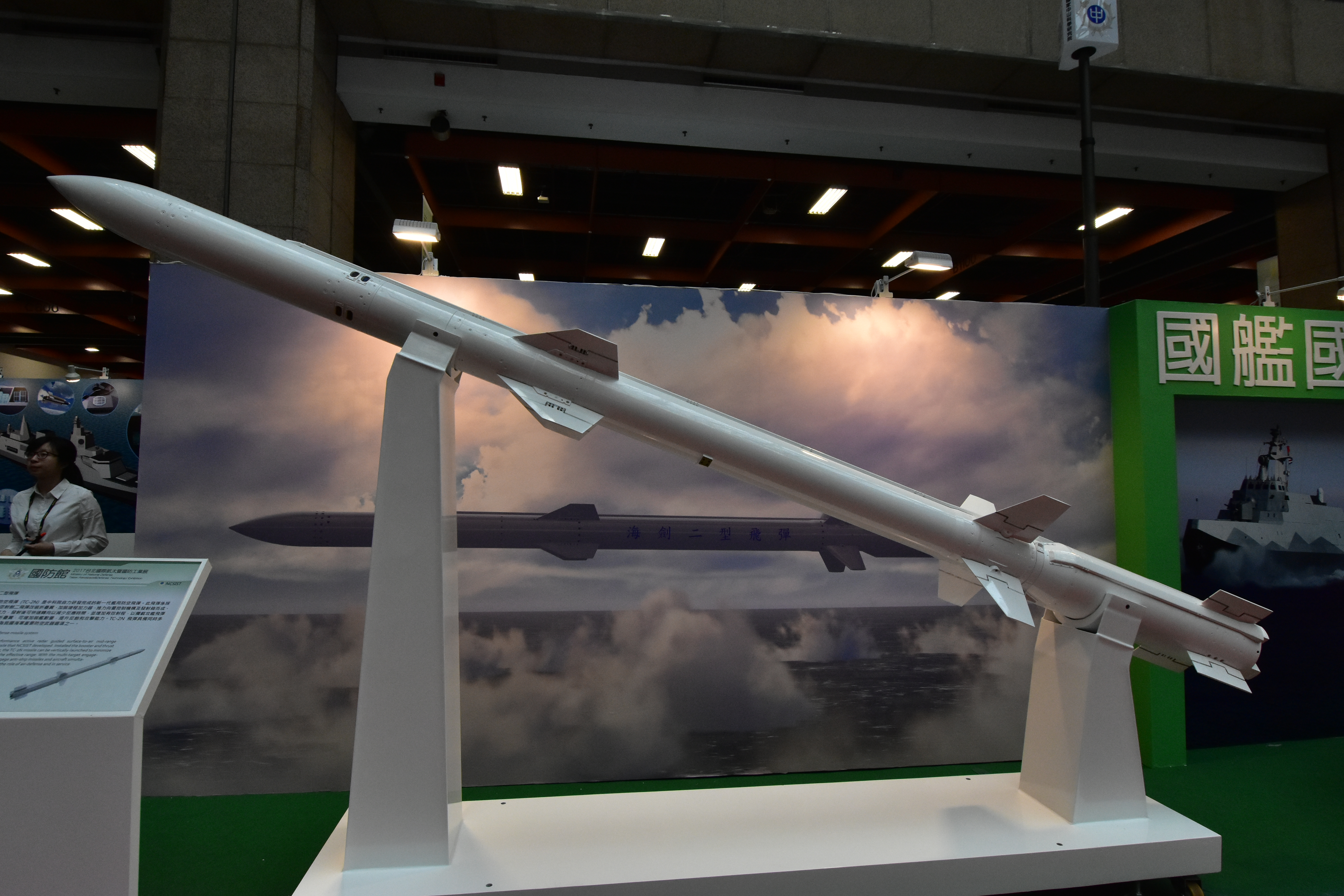
2017年臺北國際航太暨國防工業展時展出的艦射型海劍二型飛彈

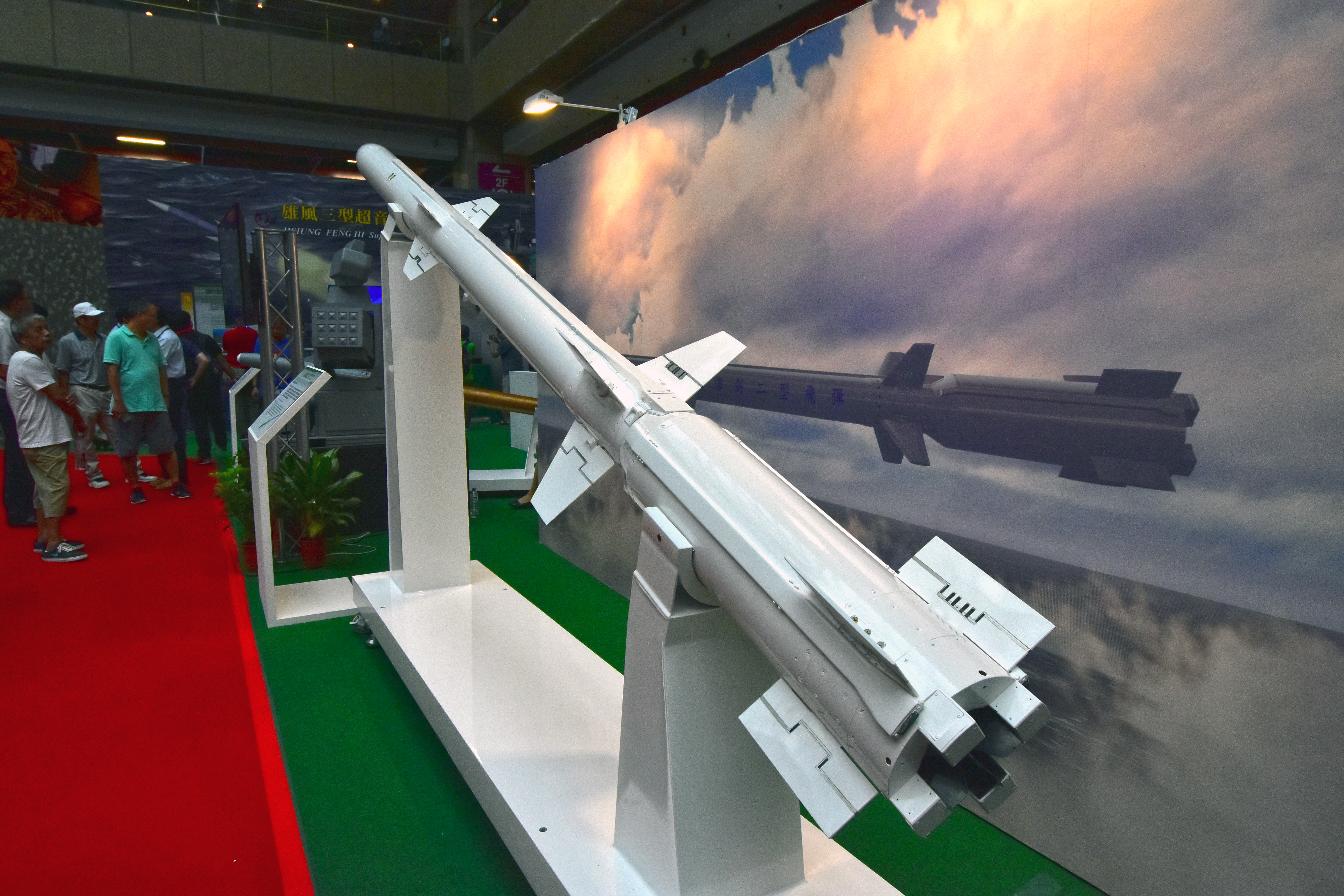
海劍二型飛彈的彈尾增加一節助升火箭

為「海劍二」系統在中科院的代碼，Ｎ指的是艦載型，為艦載型主動雷達導引的中程防空飛彈，具有全天候、多目標、全向性、垂直發射、快速轉向等特性，其作戰定位類似RIM-162進化型海麻雀飛彈（ESSM）。

### 天劍二C型(增程型)
中科院代號：TC-2C
計畫名稱：奔劍計畫
其性能以及作戰定位類似AIM-120D飛彈，但外購管道可能因政治因素或戰時破壞而中斷，雷神公司也可能因美方刪減國防預算而中止開發D型號，該計畫相比外購更能提升國防自主。
計畫核心是將有效射程從現有的60公里增到100公里以上，速度提升至6馬赫，並提升電子作戰能力。空軍於2015年以代號「奔劍計畫」進行劍二空射型飛彈的性能提升。據指出，性能提升後的劍二空射型飛彈，因具備滑軌發射的能力，可在機翼兩側分掛2枚，IDF戰機可以掛載的中程空對空飛彈數量增加到4枚；由於電子技術的進步與微量化，再加上飛彈燃料與炸藥效能的提升，劍二空射型飛彈的有效射程也從原有的60公里增加到100公里以上。而且經評測，證實具有良好抗電子干擾能力。
2017年12月左右中科院在東部空域執行天劍二C型中程空對空飛彈試射，2018年6月進行天劍二型增程型飛彈飛行實測時，為了解飛彈飛行狀態，中科院特別在飛彈上塗上有電子反應的橘紅色漆，以利全程追蹤及導引，測試分別由第一聯隊（原第443聯隊，駐地臺南）)編號1458的F-CK-1 A MLU戰機及第三聯隊（原第427聯隊，駐地臺中清泉崗）編號1414的F-CK-1 A MLU戰機，每架掛載2枚天劍二C執行實彈試射任務。1458號機掛載2枚天劍二C，彈體並未噴漆，2枚天劍一型短程空對空飛彈及2具副油箱，1414號機掛載兩枚天劍二C型飛彈、2具測試莢艙及2具副油箱。
F-CK-1A/B MLU整合天劍二C型將中程空對空飛彈的掛載量由原本僅有機腹半埋式掛架掛載2枚天劍二型，提升為機腹2枚天劍二型加上翼下派龍掛載2枚天劍二C型，如此在空優構型時就可以由原先的「2長4短」提升為「4長2短」。
由於性能提升型的天劍二C型飛彈在各項作戰測試數據均達到空軍要求，在2020年起量產，相關預算也將同步呈現在109年度國防預算上，2020年量產計劃是先進行小批次的生產，也同時對現役天劍二飛彈進行性能提升，待新量產的增程型天劍二飛彈與性能提升型同時間陸續完成出廠後，再以抽測方式來來進行「最終作戰射擊驗證」，若一切順利完成所有的射擊驗證後，國防部會視預算與空軍作戰需求，2021年再決定增程型天劍二飛彈的量產真正數量。據官方媒體《中央社》報導，軍方人士2021年8月3日證實將進入量產階段。

### 反輻射型
中科院代號：TC-2A
其作戰定位與AGM-88高速反輻射飛彈類似，TC-2A雖射程和殺傷力只如AGM-78標準反輻射飛彈，但卻有更高的突防速度，較小的體積和重量也讓載台部署更靈活。2014年1月，空軍透露瞄準雷達回波、專門攻擊對方雷達站的天劍二A反輻射飛彈已試射成功，未來將配屬在翔展性能提升後的經國號戰機上。
- 天劍二A反輻射飛彈：
  - 彈長：3.593公尺。
  - 彈徑：19公分。
  - 彈重：184公斤。
  - 彈頭：22公斤炸藥、HE高爆破片式。
  - 導引：被動式雷達反輻射歸向。
  - 被動式雷達探測距離：大約92公里[15]。
  - 射程：大約100公里。